# Dżagdy
Dżagdy (ros.: Джагды) – pasmo górskie w azjatyckiej części Rosji, w obwodzie amurskim i Kraju Chabarowskim, najbardziej wysunięta na wschód część łańcuchu górskiego Jankan-Tukuringra-Soktachan-Dżagdy. Najwyższy szczyt osiąga 1593 m n.p.m.
Południowe zbocza zajmuje Rezerwat przyrody „Norskij”.